# Gauthier Giffard (archevêque d'York)
Gauthier Giffard (né vers 1225 – mort en avril 1279) fut chancelier d'Angleterre et archevêque d'York.

## Origines familiales

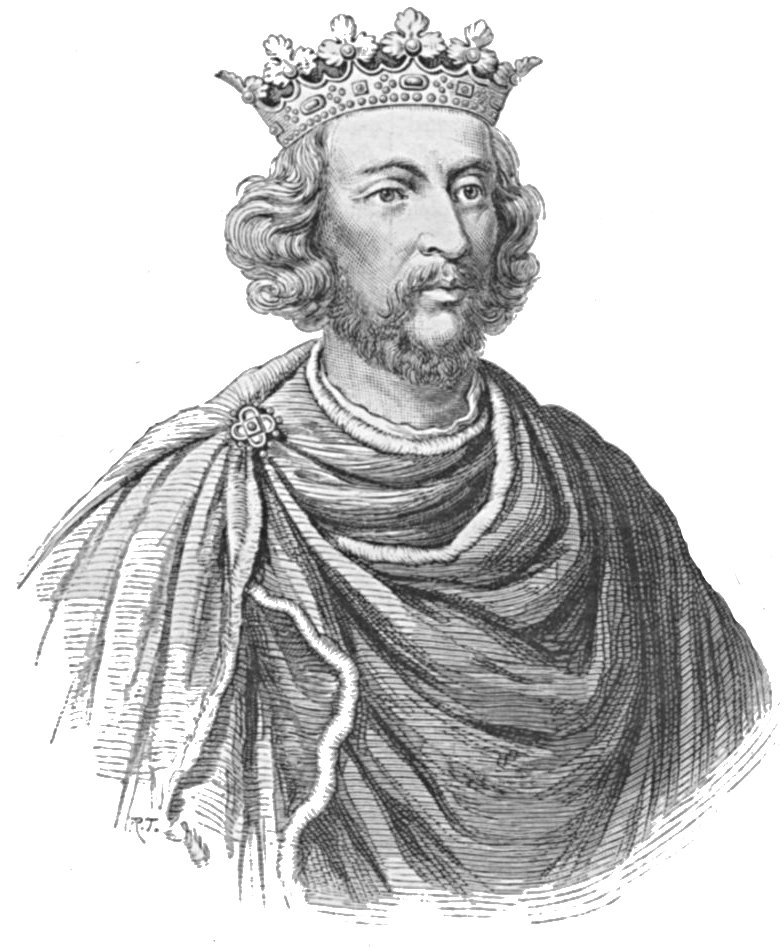
Portrait d'Henri III, tiré de Cassell's History of England (1902) : ce monarque avait confié son fils aux parents de Gauthier.

Gauthier Giffard est le fils (sans doute l'aîné) d'Hugues Giffard, juge du roi, et de Sibylle de Cormeilles, fille et cohéritière de Gautier de Cormeilles. C'est à ses parents que le roi confia le Prince Édouard en 1239. En 1256, Giffard et sa mère obtinrent l'autorisation du roi de s'établir dans le château de Boyton. Le frère de Gauthier, Godefroi Giffard, fut évêque de Worcester et lui-même chancelier d'Angleterre ; sa sœur Mabel fut abbesse de Shaftesbury. Gautier était aussi un parent de Guillaume de Bitton Ier, son prédécesseur à Bath, et de Walter de Gray, archevêque d'York de 1215 à 1255.

## Son ascension politique
Giffard étudia à l’Université de Cambridge mais fut reçu maître ès arts à l’Université d'Oxford. Adam Marsh (en) qui fréquentait cette même université vante à un maître de l'université les connaissances de Giffard. Giffard reçut les sacrements, devint chanoine et archidiacre de Wells, ainsi que chapelain papal. Le 22 mai 1264, il fut élu évêque de Bath et Wells et reçut les temporalités le 1er septembre 1264. Boniface de Savoie, en tant qu’archevêque de Cantorbéry, était alors en France, et Giffard dut faire le voyage de Paris pour être consacré à Notre-Dame, le 4 janvier 1265,. La cérémonie fut célébrée par l’évêque de Hereford Pierre d'Aigueblanche, après que Giffard eut prêté serment de ne point s'élever contre l'autorité du roi Henri III. Toutefois, les barons lui reprochaient d'être allé à l'étranger sans leur accord et ravagèrent ses manoirs. L'archevêque Boniface lui ordonna, lorsqu'il serait de retour en Angleterre, d'excommunier le comte de Leicester Simon de Montfort et ses partisans. Après la bataille d'Evesham, le 10 août 1265, le roi Henri l'éleva au poste de Chancelier, avec une pension de 500 marcs d'or par an. Au mois d'août de l'année suivante, il fut juré pour l'attribution du pardon de Kenilworth, qui ouvrait aux barons vaincus une possibilité de recouvrer leurs terres.
Le 15 octobre 1266, le pape Clément IV consacra Giffard archevêque d'York – à condition qu'il démissionne de ses charges de chancelier ; il fut intronisé le 1er novembre 1266, et reçut les temporalités le 25 décembre. Peu après, il entra en conflit avec l'archevêque Boniface de Cantorbéry, qui lui contestait le droit de se rendre dans la province sud la crosse levée, et il en appela à Rome.
Malgré l'aisance de sa famille et les prébendes, Giffard était perpétuellement endetté. Au cours des années qui suivirent sa consécration, il remboursa 1 600 marcs aux banquiers génois, 500 marcs aux marchands de Paris, et encore en 1270, il expédia 200 marcs à ses agents de Rome pour régler ses affaires, dans l'espoir « ...de se tenir pour l’instant hors du tourbillon de l’usure. » Cela ne l'empêchait d'être généreux avec ses parents : c'est ainsi qu'il finança l'éducation de son neveu et obtint pour son frère Godefroi la prébende d'archidiacre d'York. Ses registres de comptes reflètent plusieurs donations faites aux pauvres, et aux maîtres d'école de Beverley. Il subventionna en outre les carrières universitaires de deux de ses successeurs au diocèse de York, John le Romeyn et William Greenfield.
Le 13 octobre 1269, Giffard organisa la translation des reliques d'Edouard le Confesseur. Le Prince Edouard (alors prince héritier), lorsqu'il dut quitter l'Angleterre en 1270, en fit par testament l'un des tuteurs de ses enfants. Il aida également Édouard à faire citer à Westminster le comte de Surrey John de Warenne pour le meurtre d'Alan la Zouche. À la mort du roi Henri III, le 20 novembre 1272, on lui remit les sceaux du royaume en tant que Lord of the Council ; à charge pour lui de nommer Roger Mortimer et Robert Burnell régents du royaume jusqu'au retour du prince.

## Sa mort
Giffard mourut à York sans doute le 22 avril 1279, et on l’inhuma dans le York Minster, probablement dans le chœur. L'archevêque Thoresby fit plus tard porter ses cendres dans un tombeau qu'il avait fait dresser à l'intérieur du presbytère. D'après ses contemporains, Giffard était un homme élégant, affable et sensuel – il développa ainsi un tel embonpoint que sa santé et son caractère s'en trouvèrent affectés. C'était un administrateur décidé, capable et travailleur.